# Paweł Szczepaniak
Paweł Szczepaniak (né le 22 mars 1989) est un coureur polonais, spécialiste du cyclo-cross. 

## Biographie
Le 30 janvier 2010, il devient Champion du monde de cyclo-cross espoirs à Tábor. Il devance son frère cadet Kacper et le Français Arnaud Jouffroy. Le 11 mars 2010, l'UCI annonce qu'il a fait l'objet d'un contrôle positif à l'EPO après la course, tout comme son frère Kacper. Il est déchu de son titre en mai 2010 et condamné à huit années de suspension et 750 euros d'amende.

## Palmarès en cyclo-cross
- 2007-2008
  -  Champion de Pologne de cyclo-cross espoirs
- 2008-2009
  -  Champion de Pologne de cyclo-cross
  -  Médaillé de bronze du championnat du monde de cyclo-cross espoirs
- 2009-2010
  -  Champion du monde de cyclo-cross espoirs
  -  Médaillé d'argent du championnat d'Europe de cyclo-cross espoirs[2]